# USS Suwannee (CVE-27)
Pour les autres navires du même nom, voir USS Suwanee.
L'USS Suwannee (AO-33 / AVG/ACV/CVE/CVHE-27) est un porte-avions d'escorte de classe Sangamon construit pour l'United States Navy durant la Seconde Guerre mondiale. Entré en service en tant que pétrolier sous le nom de SS Markay en 1939, il est reconverti en porte-avions en 1942 et sert en Atlantique puis dans le Pacifique, avant d'être mis en réserve à la fin de la guerre. Il est vendu pour démolition en 1959.

## Conception

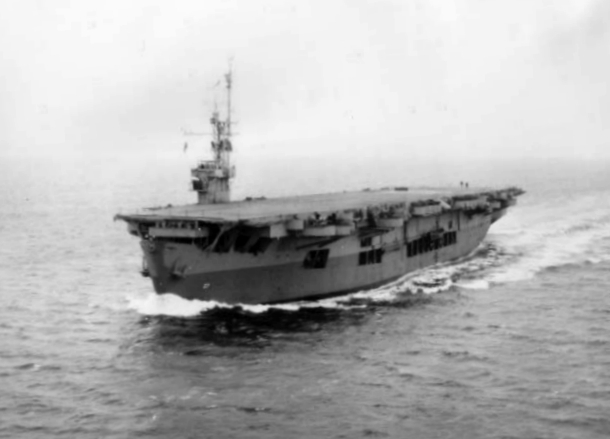
L'USS Suwannee (CVE-27) en route dans le Puget Sound le 31 janvier 1945.

La construction du pétrolier de type T-3 Markay commence au chantier Federal Shipbuilding and Drydock Company le 3 juin 1938, sous contrat de la Commission maritime. Parrainé par Mme Marguerite Vickery, le navire est lancé le 4 mars 1939 et livré à la Keystone Tankship Corporation qui l'exploite au sein de l'Atlantic Fleet jusqu'à son acquisition par la marine américaine le 26 juin 1941. Renommé Suwannee, il est commissionné sous les ordres du commandant Joseph R. Lannom le 16 juillet sous le numéro de fanion AO-33. Début 1942 décision est prise de le convertir, lui et ses sister-ships, en porte-avions d'escorte : les modifications sont effectuées au Norfolk Naval Shipyard durant le printemps. Le 20 août, il est rebaptisé ACV-27, en tant que transporteur auxiliaire, et le 24 septembre 1942, mis en service sous les ordres du capitaine Joseph J. Clark.
Les unités de la classe Sangamon possèdent ainsi une meilleure résistance et une meilleure autonomie que les porte-avions conçus à partir de cargos par exemple, grâce à un meilleur arrangement des compartiments étanches dû à leur fonctionnalité première : transporter des liquides inflammables. Ils possèdent aussi un pont d'envol plus grand, ce qui leur permet de transporter de plus gros avions. Cette conception sera reprise ensuite pour les unités de la classe Commencement Bay, lancées à la fin de la guerre.

## Historique
Dès le mois d'octobre, il rejoint la côte ouest de l'Afrique en transportant troupes et avions pour les préparatifs de l'opération Torch. Il se positionne au large de Safi, participant au débarquement américain au Maroc en novembre. Ses avions mènent de nombreuses missions de bombardement et des patrouilles aériennes, effectuant 255 sorties entre le 8 et le 11 novembre avec la perte de trois d'entre eux au combat. Le 11 ou le 13 novembre, un de ses aéronefs localise et coule le sous-marin français Sidi-Ferruch au large de Casablanca.
Le navire retourne à Norfolk où il est redéployé pour le Pacifique. Le Suwannee atteint la Nouvelle-Calédonie le 4 janvier 1943 et participe à la bataille de l'île de Rennell à la fin du mois de janvier. Au cours des sept premiers mois de 1943, le navire assure l'escorte des transports et navires de ravitaillement à destination de Guadalcanal et des îles Salomon. En novembre de la même année, il participe à l'invasion des îles Gilbert. Ses avions jouent un rôle majeur pendant la bataille de Tarawa.
Après un bref retour à San Diego en janvier 1944, le navire reprend le combat aux îles Marshall. Le 26 janvier 1944, le Suwannee entame un virage à tribord pour mener des opérations aériennes ; au même moment, à environ 1 700 mètres de là, son sister-ship Sangamon reprend son zigzagage et entreprend un virage à 40 degrés vers bâbord après avoir ravitaillé deux destroyers. Conscient d'une erreur de trajectoire, les deux navires tentent une manœuvre qui se révèle trop tardive et ralentissent au maximum. Ils entrent légèrement en collision par la proue à basse vitesse, ne causant que des dégâts superficiels.

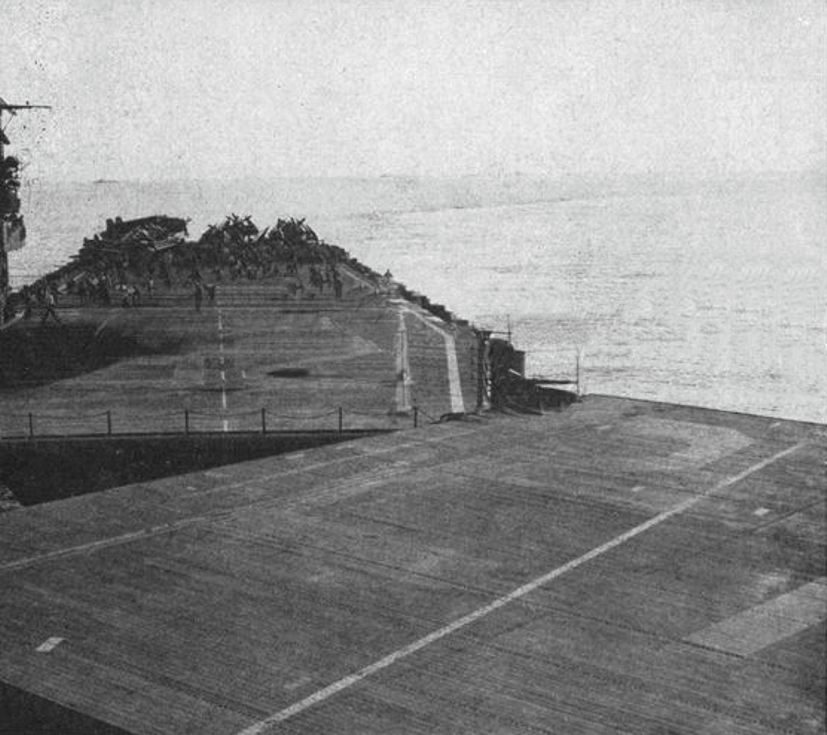
Légère collision entre l'USS Suwannee et l'USS Sangamon le 26 janvier 1944.

Après cet événement, il est utilisé pour les opérations contre Roi-Namur et Kwajalein. En avril, il soutient les débarquements à Hollandia et en juin/juillet, prend part aux invasions de Saipan et de Guam. Le 19 juin, ses aéronefs coulent le sous-marin japonais I-184.
En septembre, il appuie le débarquement à Morotai. À la mi-octobre, le Suwannee est déployé dans le golfe de Leyte dans le cadre d'une importante force d'appui pour l'invasion des Philippines par les américains. Il assure alors la couverture aérienne de la force d’assaut, tout en attaquant les bases aériennes japonaises dans les Visayas jusqu’au 25 octobre.
Le 25, le Suwannee fait partie d’une force opérationnelle — nommée Taffy 1 — composée de 15 porte-avions d'escorte et de 22 destroyers et destroyers d'escorte qui font route en mer des Philippines après le déploiement de la majorité de la flotte américaine ayant localisée deux forces navales japonaises. Cela donnera lieu à la célèbre bataille du golfe de Leyte. À 07 h 40 du matin, la force est attaquée par le Corps spécial d'attaque japonais, plus connu sous le nom de kamikaze, engagé pour la première fois à grande échelle pendant la guerre. Les artilleurs du Suwannee abattent rapidement deux d'entre eux, avant qu'un troisième ne s'encastre sur le pont, à environ 40 pieds de l’ascenseur arrière, provoquant un trou de 10 pieds dans le pont d'envol. La bombe de l'avion explose quant à elle entre l'avion et le hangar, provoquant un trou de 25 pieds dans la zone de stockage des avions, tuant plusieurs hommes. L'appareil de direction du navire est également temporairement hors service. Malgré les dégâts, les réparations d'urgence sont effectuées assez rapidement pour que les opérations aériennes reprennent moins de deux heures plus tard. 

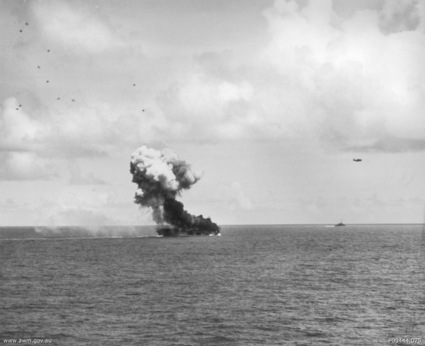
L'USS Suwannee est touché par un second kamikaze pendant la bataille du golfe de Leyte le 26 octobre 1944.

Le lendemain, peu après midi, le bâtiment est frappé par un deuxième avion japonais. L'appareil, un Yokosuka D4Y appartenant à l'as japonais Hiroyoshi Nishizawa, est armé d'une bombe de 250 kg et piloté par Tomisaku Katsumata, un pilote de 1re classe de l'aéronavale japonaise du 761e Kōkūtai. Pilote moins expérimenté, il plonge néanmoins sur le porte-avions au large de Surigao. Katsumata s'écrase sur le pont d'envol du Suwanee et percute un bombardier-torpilleur qui vient d'apponter. Les deux appareils s'embrasent sous le choc, comme le font neuf autres avions sur le pont d'envol du navire. Bien qu'il ne coule pas, il brûle pendant plusieurs heures, tuant 85 hommes d'équipage et en blessant 102, tandis que 58 sont portés disparus. Cette deuxième attaque le met définitivement hors de combat, atteignant malgré tout le chantier naval de Puget Sound (Bremerton) le 26 novembre afin d'y être réparé.
Ses réparations s’achèvent en un peu plus de deux mois, le 31 janvier 1945. Retournant au combat, il atteint la zone de guerre au large des côtes d’Okinawa le 1er avril pour l’invasion de l'île. Après avoir fourni un appui aérien rapproché à l’invasion initiale, ses avions attaquent les bases kamikazes de Sakishima Gunto. En juin, il soutient les débarquements de Balikpapan, à Bornéo, lors de son dernier déploiement.
Les hostilités prenant fin en août 1945 avec la capitulation japonaise, le navire est renvoyé aux États-Unis où il est placé dans la flotte de réserve le mois suivant. Amarré au chantier naval de Boston, il y est désarmé le 8 janvier 1947. Après douze ans d'inactivité, il est désigné porte-hélicoptères d'escorte sous le numéro CVHE-27 le 12 juin 1955, avant d'être radié du Naval Vessel Register le 1er mars 1959. Sa coque est vendue à deux reprises avant d'être finalement mise au rebut à Bilbao, en Espagne, en juin 1962.

## Décorations
Le Suwannee a reçu treize battles stars pour son service pendant la Seconde Guerre mondiale.